# Voto aprobatorio proporcional secuencial

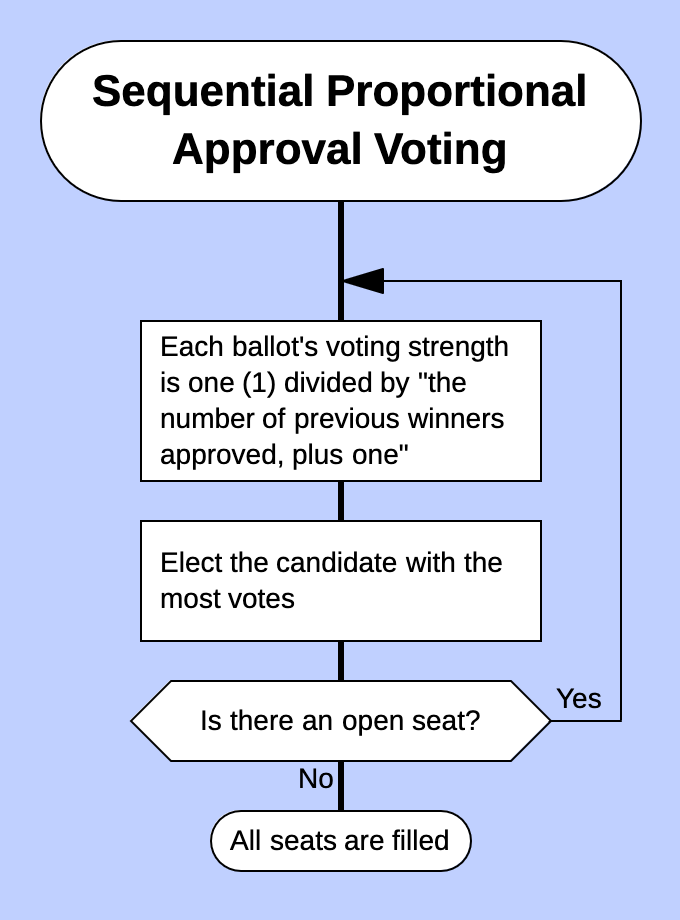
Diagrama de flujo del cálculo de SPAV, realizado con DrakonHub.

El voto aprobatorio proporcional secuencial  (SPAV en inglés) es un sistema electoral que extiende el concepto del voto aprobatorio (AV en inglés) a una elección de ganadores múltiples. Era propuesto por el estadístico danés Thorvald N. Thiele a comienzos del siglo 1900s, y estaba utilizado (con adaptaciones para listas de partido) en Suecia por un periodo escaso después del 1909.

## Descripción
Este sistema convierte AV a una regla con múltiples etapas: selecciona un candidato en cada etapa y entonces reduce las aprobaciones para las rondas subsiguientes. El primer candidato elegido es el AV ganador (w1, el que tiene los más aprobaciones o votos). El valor (poder) de todas las papeletas que aprueba de w1 está reducido de 1 a 1/2 (100% poder a 50%) y las puntuaciones de aprobación son recalculadas. Luego, el candidato ya no elegido quién tiene la puntuación de aprobación más alta es elegido (w2). Entonces el valor de las papeletas que aprueban de ambos w1 y w2 está reducido a 1/3, y el valor de todas las papeletas que aprueba de cualquier w1 o w2 pero no ambos está reducidos a 1/2.
Más generalmente, en cada etapa, el candidato no elegido con la puntuación de aprobación más alta es elegido. Entonces el valor de la papeleta de cada votante está puesta en 1/(1+m) dónde m es el número de candidatos aprobado en aquella papeleta quiénes eran ya elegidos, hasta que el número requerido de candidatos es elegido.
Este sistema da menos representación a las minorías que comparten algunas preferencias con la mayoría, porque pueden perder poder en sus aprobaciones para ayudar a elegir a candidatos que no necesitan su ayuda; así que el mejor voto táctico es no aprobar los candidatos que muy probablemente van a estar elegido sin la ayuda del votante, similarmente a muchos otros sistemas proporcionales. 
SPAV es un algoritmo computacionalmente mucho más sencillo que el voto aprobatorio proporcional, así que los votos pueden ser contados o a mano o por computador, y no requiere un computador para determinar el resultado de todas las elecciones menos las más sencillas.